# Вір'я – Карлен (етиленопровід)
Вір'я — Карлен (етиленопровід) — трубопровід для транспортування етилену на сході Франції.
З кінця 1960-х неподалік від німецького кордону працював нафтохімічний комплекс у Карлені (історичний регіон Лотарингія), ядром якого були дві піролізні установки для продукування етилену. В 2001-му його з'єднали з розташованим південніше, на півдорозі до Середземного моря, підземним сховищем етилену у Вір'ї, що дало можливість оптимізувати роботу лотаринзького майданчика.
Трубопровід мав довжину 395 км, діаметр 200 мм та був розрахований на робочий тиск 10 МПа. Перекачування етилену в об'ємах 35 тонн на годину здійснювала 31 насосна станція, а річний максимальний обсяг транспортування міг становити 290 тисяч тонн.
Завдяки з'єднанню в районі сховища Вір'я з трубопроводом Фейзен — Таво утворилась система етиленопроводів, яка простягнулася через усю східну Францію аж до району Марселя. Останнє виявилось вельми доречним у 2010-х роках, коли піролізне виробництво в Карлені закрили через нерентабельність. При цьому наявні тут (а також у розташованому неподалік Сарральбі) лінії з виробництва поліетилену та стиролу продовжили свою роботу, отримуючи етилен через модернізований продуктопровід від крекінг-установок у Фейзені, Лавері та Етан-де-Берр.